# Шестилетняя война
Шестилетняя война (исп. Guerra de los seis años) — гражданский вооружённый конфликт в Доминиканской Республике, продолжавшийся со 2 мая 1868 года по 2 января 1874 года. Её часто называют «третьей войной за независимость» доминиканцев, которые в данном случае боролись против администрации президента Буэнавентуры Баэса. Тот в 1869 году вёл переговоры о присоединении Доминиканской Республики к США. По мнению доминиканского мыслителя Педро Энрикеса Уреньи, эта война стала решающим этапом в формировании доминиканского национального самосознания, поскольку, уже отделив себя от гаитян в первой войне за независимость и от испанцев во второй, доминиканцы таким образом заявили о своей несовместимости с США.
Война велась в основном нерегулярными войсками (революционерами, интеллектуалами, консервативными элементами в армии) против регулярной Доминиканской армии, лояльной Баэсу. По мнению учёного Эктора Авалоса гражданская война имела религиозный аспект, поскольку преимущественно католики-доминиканцы, ранее отвергшие гаитянскую вуду, теперь решительно выступили против американского протестантизма.
Первый бой состоялся в Бока-де-Качоне. Повстанцы потерпели поражение, поскольку представляли собой небольшую группу патриотов. Тем не менее, не испугавшись от неудачи, генералы Тимотео и Андрес Огандо Энкарнасьон, рассчитывая на поддержку генералов Грегорио Луперона и Хосе Марии Кабраля, начали новое наступление. Они захватили Лас-Матас-де-Фарфан, Нейбу и другие южные города, к концу 1871 года сумев свергнуть правительство Баэса. Кабраль занял пост президента страны. В своей автобиографии Луперон объяснял, что революция на юге под руководством генерала Тимотео Огандо была базовой площадкой для роста их движения. Кабраль же привлёк в Сан-Хуане влиятельные силы, организованные и объединившие всех жителей единой мыслью — свергнуть Баэса и спасти родину.
Аннексия Доминиканской Республики США была успешно одобрена на референдуме 1870 года, проведённом Баэсом, но была отклонена Сенатом США.